# Siegelung (Rechtsbegriff)
Siegelung ist ein Rechtsbehelf im Recht der Schweiz, der ein suspensiv bedingtes Verwertungsverbot bewirkt.

## Objekt der Siegelung

### Strafprozessrecht
Schweizweit besteht für Betroffene das Siegelungsrecht für bestimmte Gegenstände wie Schriftstücke und Aufzeichnungen, welche eine Behörde sicherstellt. Siegelungsfähig ist nach Art. 248 der Strafprozessordnung (StPO) nur, was bei einer Durchsuchung zugänglich ist. Dies gilt auch für den elektronischen E-Mailverkehr, welchen ein Telekomdienstleister der Behörde auf einem Datenträger zur Verfügung stellt. Der Betroffene kann die Siegelung der betroffenen Gegenstände als Sofortmassnahme verlangen, sofern Geheimhaltungsinteressen geltend gemacht werden. Dadurch kann die Kenntnisnahme und Verwendung von Aufzeichnungen einstweilen verhindert werden. Zu durchsuchende gesiegelte Beweismittel können erst nach erfolgter Entsiegelung und Durchsuchung durch die Strafverfolgung förmlich beschlagnahmt werden.
Obschon die Behörde dem Berechtigten von Amtes wegen die Möglichkeit einer Siegelung einzuräumen hat, sind Fälle bekannt, bei welchen Betroffene keine Kenntnis hatten, dass von ihnen Unterlagen durch Schweizer Behörden sichergestellt und ausgewertet wurden. Es kann ein Mitteilungsverbot erlassen werden um Verdunkelungshandlungen zu verhindern. Bei Peter Lauener, dem früheren Kommunikationsbeauftragten von Alain Berset, wurde der gesamte E-Mailverkehr der vergangenen zehn Jahre von seinem Schweizer Telekomdienstleister zur Verfügung gestellt und ohne sein Wissen durch einen Staatsanwalt ausgewertet.
Derartige Siegelungsverfahren werden in der Praxis als Verschleppungsmittel eingesetzt, um Untersuchungsbehörden zu behindern. Staatsanwälte müssen in solchen Fällen Entsiegelungsgesuche an das zuständige Zwangsmassnahmengericht stellen. Es sind internationale Korruptionsverfahren bekannt, bei welchen die Bundesanwaltschaft beim Zwangsmassnahmengericht Bern Entsiegelungsanträge gestellt hat. Die lange Dauer dieser Strafverfahren führte zu Kritik. In zwei Fällen wurde das Bundesgericht als oberste Instanz angerufen, in einem Fall wegen Rechtsverzögerung.
Bei Geldwäsche-Verfahren, insbesondere von Geldern ausländischer Potentaten mit Geschäftsbeziehungen zu Schweizer Banken, kommt es zu Strafverfahren bei begründetem Verdacht zweifelhafter Herkunft der Gelder. So wurde 2021 ein Verwaltungsstrafverfahren wegen möglicher Verletzung der Sorgfalts- und Meldepflicht durch die Grossbank UBS eingeleitet. Die eingeforderten Daten wurden von UBS auf einem verschlüsselten Datenträger den Untersuchungsbehörden übergeben und danach deren Siegelung verlangt. Zwei Entsiegelungsanträge wurden aus unterschiedlichen Gründen durch das Bundesstrafgericht abgelehnt.
Das Recht auf Siegelung gemäss Art. 248 Abs. 1 StPO ist auf die Berechtigung, sich nach Art. 264 Abs. 3 StPO gegen eine Beschlagnahme zu wehren, abzustimmen.

### Erbrecht im Kanton Bern
Im Kanton Bern gibt es eine Siegelung als Teil des Erbrechts. Zweck ist, die Erbmasse bei einem Todesfall zu sichern und allenfalls eine Inventaraufnahme durch einen Notar zu veranlassen. Die Siegelung erfolgt durch einen Beauftragten der Wohngemeinde des Verstorbenen. Als Ergebnis wird ein Siegelungsprotoll verfasst und dem zuständigen Regierungsstatthalter weitergeleitet.